# Lendvai Ildikó
Lendvai Ildikó (Debrecen, 1946. július 20. –) magyar politikus, 1994-től 2014-ig országgyűlési képviselő, 2002 és 2009 között a Magyar Szocialista Párt frakcióvezetője, 2009-től 2010-ig a párt elnöke.

## Családja
Édesapja Lendvai Ferenc színházi rendező, édesanyja, Aba Mária Ildikó pedagógus, egykori férje pedig Kolozsi Béla orvos, MDF-es politikus, szófiai nagykövet volt.

## Pályafutása

### Tanulmányai
Gyermekkorát – színházi rendező, színigazgató édesapja munkahelyeit követve – Nagykanizsán, Pécsett és Szolnokon töltötte. Ötéves korában a család Budapestre költözött, általános és középiskolai tanulmányait már ott végezte. 1964-ben a Varga Katalin Leánygimnáziumban érettségizett. 1969-ben magyar–történelem szakos tanári diplomát szerzett az Eötvös Loránd Tudományegyetemen, 1974-ben végezte el a filozófia kiegészítő szakot.

### A rendszerváltás előtt
1969 és 1972 között a budapesti Móra Ferenc Egészségügyi Szakközépiskola tanára volt, majd 1974-ig a Keszthelyi Agrártudományi Egyetem filozófia tanszékének tanársegédeként dolgozott. 1974-ben lépett be a Magyar Szocialista Munkáspártba, és a KISZ Központi Bizottsága kulturális osztályán dolgozott, majd 1981 és 1984 között az MTA aspiránsa volt. 1984-től 1989-ig az MSZMP KB tudományos, közoktatási és kulturális osztályán dolgozott előbb munkatársként, majd alosztályvezetőként, 1988–től 1989-ig osztályvezető-helyettesként.

## A rendszerváltás után
A Gondolat Könyvkiadó igazgatója volt 1989 és 1995 között. 1989-ben a Magyar Szocialista Párt alapító tagja. 1990-ben a budapesti párttanács ügyvivőjévé, 1994-ben a párt budapesti szervezet elnökévé és az országos elnökség tagjává választották, utóbbi tisztségét 1998-ig viselte. Eközben 1992 és 1994 között az országos nőtagozat alapító elnöke is volt.
Az 1994-es országgyűlési választáson a budapesti XXII. kerület (Budapest, 32. sz. egyéni választókerület) országgyűlési képviselőjévé választották, amit 1995-től, kiadóigazgatói posztjáról történt lemondása után főhivatásban látott el. 1998-ban a budapesti területi listáról került be az Országgyűlésbe, az egyéni mandátumot a fideszes Németh Zsolt szerezte meg. Az MSZP-frakció helyettes vezetőjévé választották.
2000-ben a párt országos alelnökévé választották, emiatt megvált a budapesti szervezet elnöki és a frakcióvezető-helyettesi tisztségétől.
A 2002-es országgyűlési választáson ismét megszerezte a budafok-tétényi kerület egyéni mandátumát. Az MSZP képviselőcsoportjának vezetőjévé választották, ilyen minőségében a Házbizottság tagja is volt. 2004-ben, a félidei tisztújításkor megerősítették pozíciójában. A 2006-os országgyűlési választáson újra egyéni mandátumot szerzett, majd ismét az MSZP frakcióvezetőjévé választották. 2008-ban a képviselőcsoport ismét megerősítette frakcióvezetői pozíciójában. Gyurcsány Ferenc 2009. márciusi lemondása után az MSZP elnökévé választották április 5-én. A 2010-es országgyűlési választás második fordulója után, április 25-én, vállalva a felelősséget pártja választási kudarcáért, lemondott pártelnöki tisztségéről. Az MSZP tisztújító kongresszusán, 2010 júliusában választották meg utódját, Mesterházy Attila személyében.
2010-ben Budapest területi listájáról szerezte meg mandátumát, frakcióvezető-helyettesként tevékenykedett még négy évig. 2013-ban bejelentette, a választásokon már nem fog indulni, kiszáll a parlamenti munkából.
A parlamentből való távozása után rendszeresen publikálni kezdett a Népszavában és más lapokban, gyakran megnyilvánul közéleti kérdésekben, az ATV gyakori vendége, saját rádiós műsort vezet.

## Személye körüli viták
Kritikusai szerint a rendszerváltás előtt, az MSZMP KB tudományos, közoktatási és kulturális osztályán az állampárt kultúrpolitikája által veszélyesnek tartott művek, előadók megjelenéseit korlátozta, cenzúrázta. Ez a vád Lendvai szerint „közönséges hazugság”, és Kövér László kezdte el terjeszteni róla.
Az Országgyűlés 2010. július 21-i ülésnapján Pörzse Sándor felszólalásában elhangzott: „…az új Országgyűlés második napján Lendvai Ildikó értelmezi nekünk a rendszerváltozás vagy a rendszerváltás reményeit, holott a rendszerváltás egyik reménye az lett volna, hogy 2010-ben Lendvai Ildikók ne ülhessenek a magyar parlamentben, mint volt főcenzorok!”, de hogy ez előtt Kövér is mondta-e róla, arra Lendvai állításán kívül nincs forrás.
A személyét támadók a Tiszatáj folyóirat betiltásával is összefüggésbe hozzák. Gyuris György 1997-ben az Új Forrásban megjelent tanulmányában azt írja, hogy Lendvai szerint az újság munkatársai sem helyeselték annak a versnek a megjelenését, ami miatt egy évre szüneteltették a lapot, miközben azok több fórumon is kiálltak munkatársuk mellett. Ezt úgy értelmezik, hogy Lendvainak szerepet kellett vállalnia a döntésben, bár a tanulmány Szűrös Mátyást is idézi, aki szerint „a lavina a pártfőtitkár közvetlen környezetéből — Berecz Jánostól, Knopp Andrástól — és magától Kádár Jánostól indult.” A tanulmányban Lendvait osztályvezető-helyettesnek titulálja Gyuris, miközben saját bevallása szerint akkor (1986) alosztályvezető volt az MSZMP KB tudományos, közoktatási és kulturális osztályán, amit szintén tényként használnak fel támadói arra, hogy Lendvai ugyanúgy hazudik erről, mint ahogy arról is, hogy nem volt köze a betiltáshoz.

## Kitüntetései
1980-ban a Munka Érdemrend ezüst, 1988-ban arany fokozatával tüntették ki mint az MSZMP KB kulturális alosztályának munkatársát, vezetőjét.